# Vahidin Musemić
Vahidin Musemić   (Janja, 29 d'octubre de 1946 - Sarajevo, 30 de juny de 2023) fou un futbolista bosnià de la dècada de 1970.
Fou 17 cops internacional amb la selecció iugoslava.
Pel que fa a clubs, defensà els colors de FK Sarajevo i OGC Nice.